# Sud
Il sud è uno dei quattro punti o direzioni cardinali, è opposto al nord e perpendicolare a est e ovest. È sinonimo di "meridione" e "mezzogiorno". È la direzione a destra dell'osservatore orientato verso est e a sinistra di quello orientato verso ovest. L'angolo compreso tra il segmento che unisce la Terra al Sole a mezzogiorno e il piano dell'orizzonte del luogo, interseca l'orizzonte del luogo sulla sfera celeste nel punto chiamato Sud. Chi guarda verso sud ha il sole sempre di fronte.

## Il sud geografico
Il sud geografico è la direzione verso l'estremità meridionale dell'asse sul quale ruota la Terra, chiamato Polo sud, che si trova in Antartide.
Nell'emisfero boreale la direzione del sud viene indicata dalla posizione del sole al momento della sua culminazione (mezzogiorno) sul meridiano del luogo.

## Il sud magnetico
Il Sud magnetico è la direzione verso il Polo Sud Magnetico, che si trova a una certa distanza dal Polo Sud geografico.

## Mitologia
Nella mitologia norrena esisteva un nano posto a sud che reggeva la volta celeste: Suðri.

## Terminologia
Il termine "Sud del mondo" viene spesso usato per indicare le nazioni più povere e meno sviluppate, che si trovano in massima parte nell'emisfero australe. Più generalmente "il Sud" indica particolari regioni all'interno di una nazione: nel caso dell'Italia con tale termine si indicano i territori appartenenti all'ex Regno delle Due Sicilie.
Negli Stati Uniti, il termine "il Sud" viene utilizzato per riferirsi agli Stati che si separarono dall'Unione durante la Guerra di secessione americana.